# Na kredyt (film)
Na kredyt – polski telewizyjny film fabularny z 2008 roku, w reżyserii Przemysława Nowakowskiego. Film został zrealizowany w ramach projektu "30 minut".

## Fabuła
Agnieszka i Lucek biorą kredyt na zakup mieszkania. Spłacając go, coraz bardziej oddalają się od siebie.

## Obsada
- Łukasz Garlicki jako Lucek
- Magdalena Górska jako Agnieszka
- Magdalena Popławska jako Wera
- Karolina Gorczyca
- Sławomir Grzymkowski